# École nationale d'ingénieurs de Sfax
L'École nationale d'ingénieurs de Sfax (arabe : المدرسة الوطنية للمهندسين بصفاقس) ou ENIS est une école d'ingénieurs tunisienne rattachée à l'université de Sfax.
Créée en 1983, par une loi de transformation de la faculté des sciences et techniques de Sfax (créée en 1975), l'ENIS joue un rôle majeur dans le développement d'un pôle scientifique régional constitué des institutions suivantes :
- l'Institut supérieur de biotechnologie de Sfax (ar) ;
- la faculté des sciences de Sfax (ar) ;
- l'Institut préparatoire aux études d'ingénieurs de Sfax.

## Départements

### Structure
L'école comprend sept départements :
- Génie biologique ;
- Génie civil ;
- Génie électrique ;
- Génie informatique et mathématiques appliquées ;
- Génie géologique ;
- Génie des matériaux et management industriel ;
- Génie mécanique.

En plus des formations d'ingénieurs de base, l'ENIS offre des formations de master professionnel, de masters pour la recherche ainsi qu'une panoplie de formations doctorales.

### Département d'informatique et de mathématiques appliquées
La formation fournie dans ce département vise à fournir au marché de l'emploi des ingénieurs en informatique. En plus de sa maîtrise des connaissances de base de l'informatique, tant du point de vue matériel que logiciel, ce profil dispose des habilités nécessaires à l'exécution des tâches liées à la conception, au développement, à la maintenance et au conseil.
Elle se veut garante d'un profil d'ingénieur « génie informatique » ayant les compétences nécessaires le rendant opérationnel et efficace dans l'exécution de tâches variées telles que :
- l'informatisation de l'entreprise par la conception, la réalisation et la gestion de systèmes informatiques fiables ;
- l'installation et l'administration de réseaux locaux au sein de l'entreprise ;
- le développement d'applications Internet/Intranet ;
- la maîtrise des nouvelles technologies.

L'admission est faite selon deux formes : un concours national d'entrée dans les écoles d'ingénieurs ou sur dossiers pour les techniciens supérieurs dans les domaines apparentés à la spécialité informatique et ce dans la limite de 10 % de l'effectif. Les études au sein de la filière sont organisées en 66 modules regroupés en vingt groupes de modules dont deux sont au choix. En plus des enseignements généraux, la formation est axée sur :
- le génie logiciel ;
- les technologies de communication ;
- le commerce électronique ;
- le développement d'outils multimédia.

En troisième année, l'étudiant a le choix pour compléter son profil par un approfondissement de ses connaissances dans l'un de ces axes de formation.
Les diplômés peuvent exercer les professions traditionnelles de l'informatique et possèdent les compétences nécessaires pour intégrer les nouvelles carrières, telles que concepteurs de logiciels et administrateurs de bases de données, ou la télématique, aussi bien dans des grandes et moyennes entreprises que des sociétés de consultants ou des fournisseurs de services informatiques ; ils peuvent aussi occuper des postes de concepteurs ou de conseillers en informatique. La possibilité est donnée aux étudiants les plus brillants de continuer des études de troisième cycle pour obtenir un master spécialisé et/ou un master et une thèse en informatique.